# Bah (India)
Bah è una suddivisione dell'India, classificata come municipal board, di 14.593 abitanti, situata nel distretto di Agra, nello stato federato dell'Uttar Pradesh. In base al numero di abitanti la città rientra nella classe IV (da 10.000 a 19.999 persone).

## Geografia fisica
La città è situata a 26° 52' 48 N e 78° 35' 41 E.

## Società

### Evoluzione demografica
Al censimento del 2001 la popolazione di Bah assommava a 14.593 persone, delle quali 7.761 maschi e 6.832 femmine. I bambini di età inferiore o uguale ai sei anni assommavano a 2.249, dei quali 1.221 maschi e 1.028 femmine. Infine, coloro che erano in grado di saper almeno leggere e scrivere erano 9.551, dei quali 5.640 maschi e 3.911 femmine.